# Castel Focognano
Castel Focognano – miejscowość i gmina we Włoszech, w regionie Toskania, w prowincji Arezzo.
Według danych na styczeń 2009 gminę zamieszkiwało 3327 osób przy gęstości zaludnienia 58,8 os./1 km².